# Perruche de Bourke
Neopsephotus bourkii
Pour les articles homonymes, voir Bourke (homonymie).
Genre
Espèce
Statut de conservation UICN

 LC  : Préoccupation mineure
Statut CITES
La Perruche de Bourke (Neopsephotus bourkii) est une petite espèce de perruche australienne. Elle est parfois placée dans le genre Neophema. C'est la seule espèce du genre Neopsephotus.

## Description
Cet oiseau mesure de 19 à 24 cm de longueur et pour un poids de 40 à 50 grammes. Sa coloration générale est brun clair avec des reflets rosés. Le front est bleu ciel chez le mâle et blanc chez la femelle. Le bas de la poitrine est rose, le ventre bleu ciel et les régions périophtalmiques blanchâtres. Une coloration bleue marque nettement les épaules, les rémiges et la queue.les yeux et les pattes sont marron.
Les jeunes sont plus ternes et acquièrent le plumage adulte vers l'âge de neuf mois.

## Répartition
Cette espèce peuple l'Australie : Nouvelle-Galles du Sud, centre et Australie-Occidentale.

## Comportement
Cet oiseau présente des mœurs crépusculaires et parfois même nocturnes. Il vit le plus souvent en petits groupes pouvant comporter une dizaine d'individus.
En captivité la Perruche de Bourke est un oiseau calme et discret. Elle ne doit pas être mélangée avec les autres espèces de grandes perruches les plus virulentes, notamment en période de reproduction. Cet oiseau, de par son calme et son caractère pacifique, peut cohabiter notamment, contrairement à la majorité des autres Psittacidés, avec des oiseaux dit ''becs droits'', par exemple des mandarins ou des canaris, dans un espace suffisamment grand. 

## Mutation
La mutation rose est la plus répandue dans les élevages.
mais il y a aussi pâle fallow, bronze fallow, lutino, edge, panaché et une sélection du bleu dans l'opaline

## Référence
Mario (D.) & Conzo (G.) le grand livre des Perroquets, Éditions de Vecchi, Paris, 2004.